# Грабовец (Славская поселковая община)
Грабовец (укр. Грабовець) — село в Славской поселковой общине Стрыйского района Львовской области Украины.
Население по переписи 2001 года составляло 96 человек. Занимает площадь 0,81 км². Почтовый индекс — 82660. Телефонный код — 3251.